# Chiesa del Santo Sepolcro (Bolzano)
La chiesa del Santo Sepolcro (in tedesco Heiliggrabkirche o Grabeskirche), detta anche del Calvario al Virgolo (Kalvarienberg), a Bolzano è una chiesa in stile tardo barocco che sovrasta la città dalla balza rocciosa del Virgolo.

## Storia e descrizione

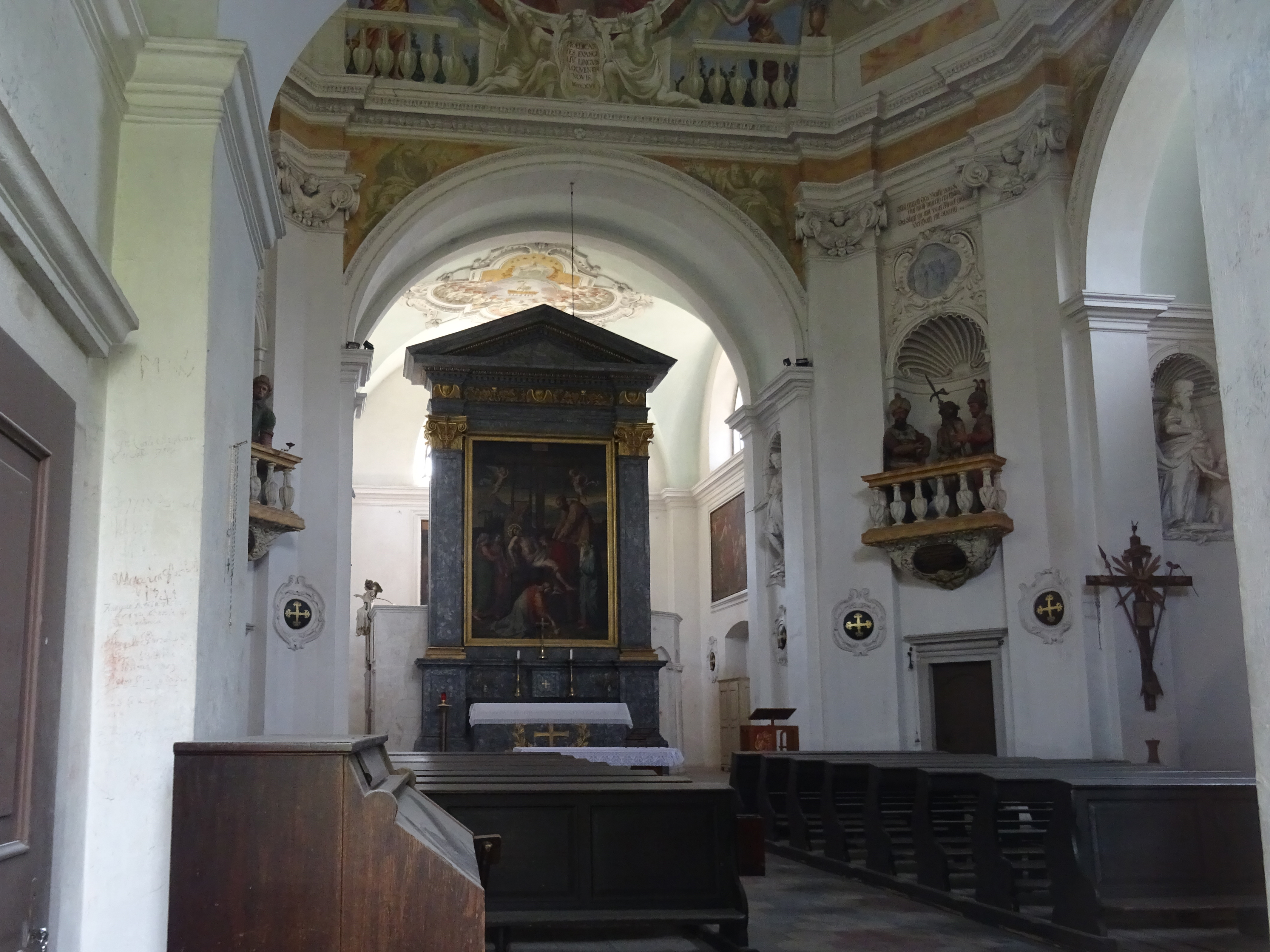
Interno

La chiesa è visibile da gran parte della città di Bolzano grazie alla sua posizione sulla balza rocciosa del Virgolo. La chiesa è stata progettata dagli architetti Pietro e Andrea Delai tra il 1683 e il 1684.
Gli affreschi, risalenti al 1685, sono opera di Gabriel Kessler e Johann Hueber, mentre gli stucchi delle volte sono opera di Stefan Conseglio e risalgono a poco prima dell'anno 1700.
Nelle vicinanze si trova la Chiesa di San Vigilio al Virgolo.